# Hymny Imperium Osmańskiego
Dopiero od XIX wieku Imperium Osmańskie zaczęło używać do celów ceremonialnych utworów muzycznych, które dziś można traktować w kategorii hymnu królewskiego lub fanfary na cześć monarchy. Za panowania sułtana Mahmuda II zmodernizowano orkiestrę wojskową i imperialną według stylu zachodniego, a osobą, której zlecono nadzór nad tym zadaniem był Giuseppe Donizetti. Nadano mu nawet tytuł Donizetti Pasza. Skomponował on dla Mahmuda II pierwszy hymn sułtański w stylu zachodnim Mahmudiye.
Jak w wielu monarchiach ówczesnych czasów, hymn Imperium Osmańskiego był hymnem królewskim, a nie narodowym. Skutkiem tego każda zmiana sułtana powodowała konieczność skomponowania nowego hymnu. Mimo tego w roku 1844 wraz z reformami Tanzimatu marsz Mecidiye został uznany, jako pierwszy w Imperium Osmańskim, za oficjalny hymn państwowy. W tym samym roku przyjęto pierwszą oficjalną flagę państwową Imperium Osmańskiego, praktycznie identyczną z obecną flagą Turcji.

Poniżej znajduje się zestawienie hymnów Imperium Osmańskiego.

- Marsz Mahmudiye, Marsz Mahmuda — hymn sułtana Mahmuda II (1808–1839), muzyka: Giuseppe Donizetti

- Marsz Mecidiye, Marsz Abdülmecida — hymn sułtana Abdülmecida I (1839–1861), muzyka: Giuseppe Donizetti

- Marsz Aziziye, Marsz Abdülâziza — hymn sułtana Abdülaziza (1861–1876), muzyka: Callisto Guatelli

- Marsz Hamidiye, Marsz Abdulhamida — hymn sułtana Abdulhamida II (1876–1909), muzyka: Necip Pasha

 (wersja pierwsza, nagranie z lat 1908-1912, wyk. Odeon Saz Group)

 (wersja druga, nagranie z 1904 r., wyk. Cesarska Orkiestra Imperium Osmańskiego)

 (wersja współczesna)
- Marsz Reşadiye, Marsz Mehmeda Reşada — hymn sułtana Mehmeda V Reşada (1909–1918), muzyka: Italo Selvelli

 (nagranie z 1910 r., wyk. orkiestra firmy Odeon, Odeon Orchestra)
Należy jednak zaznaczyć, że nie każdy z sułtanów posiadał swój własny hymn. Pierwszym z nich był Murad V, który panował przez 3 miesiące w roku 1876, a drugim był ostatni sułtan Imperium Osmańskiego Mehmed VI Vahdeddin, który za swój hymn przyjął Marsz Mahmudiye, a więc pierwszy hymn Imperium Osmańskiego.
Spośród tych hymnów jedynie Marsz Hamidiye oraz Marsz Reşadiye miały tekst; pierwsze trzy hymny były jedynie utworami instrumentalnymi.